# El Higo, Oaxaca
El Higo är en ort i Mexiko.   Den ligger i kommunen Santiago Chazumba och delstaten Oaxaca, i den sydöstra delen av landet, 200 km sydost om huvudstaden Mexico City. El Higo ligger 1 813 meter över havet och antalet invånare är 107.
Terrängen runt El Higo är lite kuperad. Runt El Higo är det mycket glesbefolkat, med 5 invånare per kvadratkilometer. Närmaste större samhälle är Acaquizápam, 6,1 km söder om El Higo. Trakten runt El Higo består i huvudsak av gräsmarker.